# Reserva natural estricta de Babàneuri
La Reserva natural estricta de Babàneuri (georgià: ბაბანეური) és una àrea protegida del municipi d'Akhmeta, regió de Kakheti, a Geòrgia, a la riba del riu Alazani, a 439–985 metres sobre el nivell del mar.
La reserva natural es troba als peus del Gran Caucas a les rodalies dels pobles Babàneuri i Argok, i inclou també les zones protegides de Bàtsari-Babàneuri. L'objectiu principal és protegir fins a 240 hectàrees de l'arbreda de zelkova (Zelkova carpinifolia), arbres que apareixen a la Llista vermella regional de Geòrgia.
La reserva natural estricta de Babàneuri forma part de les àrees protegides de Bàtsari-Babàneuri, que també inclou la reserva natural estricta de Bàtsari i la reserva gestionada d'Ilto.

## Flora
La reserva natural té l'arbreda més gran de la planta més rara de Geòrgia - la zelkova caucàsica - un arbre que ha sobreviscut del període terciari i que es considerava que ja havia desaparegut de la superfície de la terra, però el 1946 va ser redescoberta a les ribes del riu Alazani. Aquests arbres relictes poden assolir una alçada de 30 m amb un diàmetre de tronc de 90 cm. El roure georgià, l'auró blanc i la zelkova caucàsica es barregen. El sotabosc està representat per l'arç blanc, l'olivereta, el nespler i el roser silvestre.

## Fauna
Nombrosos ocells cantors passen l'hivern en un bosc conservat. També hi viuen una gran varietat de mamífers: martes, cabirols, conills, guineus i altres.